# Giuseppe Barbati
Giuseppe Barbati (Napoli, 11 aprile 1966 – Roma, 16 novembre 2014) è stato un fumettista italiano.

## Biografia
Napoletano di nascita, si trasferisce a Bolzano, dove vive e opera per diverso tempo. Formatosi presso lo studio di Dino Leonetti, il suo debutto come disegnatore avviene su Balboa, personaggio creato da Sauro Pennacchioli e pubblicato dalla Play Press. Nel 1992, diviene membro dello staff di Ken Parker Magazine, all'epoca edito dalla Parker Editore di Giancarlo Berardi e Ivo Milazzo. Nel 1994, passa a disegnare un'altra serie western, Ray Cooper, pubblicata sulle pagine della rivista Messaggero dei ragazzi, su testi di Piero Fissore. Nel 1995, comincia una lunga collaborazione con la Sergio Bonelli Editore, illustrando l'albo n. 85 del poliziesco Nick Raider, in coppia col collega Bruno Ramella. L'anno successivo inizia l'attività di docente presso la Scuola romana dei fumetti e, successivamente, presso la sua succursale pescarese (oggi, Accademia del Fumetto di Pescara).
La solida esperienza maturata nel genere western lo porta a disegnare, ancora in coppia con Ramella, numerosi episodi di Magico Vento, personaggio ideato da Gianfranco Manfredi, cui si dedicherà sino alla chiusura della serie, avvenuta nel 2010. Su testi dello stesso autore, illustra le matite di alcune avventure di Shanghai Devil, sempre con l'inchiostratura di Ramella. Tra il 2010 ed il 2011 collabora col fantascientifico Nathan Never. Mentre sta lavorando a una storia dell'Agente Alfa ed a Coney Island, una miniserie di Manfredi destinata ai Romanzi a fumetti Bonelli, Barbati muore all'età di 48 anni, ad Ostia.